# Teknikåret 1995

## Händelser

### Maj
- 23 maj - Programmeringsspråket Java offentliggörs

### Augusti
- 24 augusti - Windows 95 lanseras av Microsoft [1]

### September
- September - Sveriges Radio startar DAB-sändningar på prov. Sverige är andra land i världen efter Storbritannien.
- 27 september - I Stockholm i Sverige börjar Sveriges Radio sända digitalt över Nackasändaren.

### December
- 15 december - Söktjänsten Altavista lanserar altavista.digital.com.[2][3].

### Okänt datum
- Det meddelas at DVD beräknas komma under 1996.[4]